# كابتن هارلوك
الكابتن هارلوك (باليابانية: キャプテン・ハーロック)، (بالإنجليزية: Captain Harlock)‏، شخصية خيالية ابتكرها رسام المانغا ليجي ماتسوموتو في عام 1977. وهي من الشخصيات الشهيرة في مسلسل المانغا التلفزيوني عام 1978 (قرصان الفضاء الكابتن هارلوك). ومنذ ذلك الحين، ظهرت هذه الشخصية في العديد من مسلسلات الرسوم المتحركة والأفلام، وآخرها كان في فلم قرصان الفضاء الكابتن هارلوك عام 2013.

## وصلات خارجية
- أرشيف كابتن هارلوك